# Airgas
Airgas, Inc. est un important producteur et distributeur de gaz industriels, entreprise initialement américaine et depuis 2016 filiale d'Air liquide. Airgas emploie plus de 14 000 salariés, est basée à Radnor en Pennsylvanie.
Ses concurrents sont entre autres l'américain Air Products and Chemicals, Linde et Messer.

## Historique
Airgas, Inc. a été fondé en 1982 par Peter McCausland qui est resté le PDG (Chairman and Chief Executive Officer) du groupe jusqu’au rachat par Air liquide.
Depuis sa création, la société a réalisé quelque 400 acquisitions en Amérique du Nord, et notamment une centaine de sites de production de gaz comprimé de son concurrent et compatriote Air Products and Chemicals. En 2006, Airgas rachète huit unités de séparation de l'air sur le territoire européen à son concurrent Linde AG.
Airgas a en 2008 un chiffre d'affaires de 4,02 milliards de dollars et 223,3 millions de dollars de résultat net.
En février 2010, Air Products and Chemicals  un concurrent américain, a lancé une offre publique d'achat (OPA) hostile de 7 milliards de dollars sur Airgas, de façon à donner naissance au numéro un de la production de gaz industriels en Amérique du Nord. Cependant cette offre est rejetée par le conseil d'administration d'Airgas, qui réussit à faire échouer l'opération,.
Le 17 novembre 2015, le Français Air Liquide annonce faire l'acquisition de Airgas pour un montant de 13,4 milliards de dollars. L'acquisition réalisée un an après par le rachat des actions du groupe américain et validée par les autorités de la concurrence et le conseil d'administration d'Airgas, le titre est retiré de la bourse NYSE.

## Clients
Parmi ses clients se trouvent des multinationales telles que 3M, Valeo, Du Pont de Nemours, Robert Bosch, Kimberly-Clark.